# Higashi-ku (Sapporo)
Higashi-ku (jap. 東区, dt. „Ostbezirk“) ist einer von zehn Stadtbezirken (ku) von Sapporo, der Hauptstadt der japanischen Präfektur Hokkaidō. Er ist 56,97 km² groß und befindet sich nordöstlich des Stadtzentrums. Im Norden grenzt er an die Gemeinde Tōbetsu, im Osten an die Stadt Ebetsu, im Südosten an Shiroishi-ku, im Südwesten an Chūō-ku und im Westen an Kita-ku.

## Geographie
Der Stadtbezirk erstreckt sich 9,3 km in Ost-West-Richtung und 11,0 km in Nord-Süd-Richtung. Das Terrain am Rande der Ishikari-Ebene ist weitgehend flach. Einzige nennenswerte Erhebung ist der 62 m hohe Moere-yama, ein künstlich aufgeschütteter Hügel im Zentrum des Moerenuma-Parks. Der Fluss Toyohira bildet die östliche Bezirksgrenze und mündet in den Ishikari, der den Bezirk ganz im Norden begrenzt. Weitere bedeutende Zuflüsse sind der Fushiko und der Sōsei-Kanal; letzterer begrenzt den Bezirk im Westen. Größere Flächen im Norden werden landwirtschaftlich genutzt, vor allem für den Anbau von Zwiebeln. Ganz im Süden befinden sich ausgedehnte Industriezonen sowie die Hauptwerkstatt der Bahngesellschaft JR Hokkaido.

## Geschichte
1866 zog der Samurai Ōtomo Kametarō im Auftrag des Tokugawa-Shōgunats in die Nähe der Ainu-Siedlung Satsuporo. Er ließ sich dort mit einigen Bauern nieder und baute den Sōsei-Kanal, um die Landwirtschaft zu fördern. Aus der Siedlung entstand das Dorf Sapporo – nicht zu verwechseln mit der drei Jahre später gegründeten, rund zwei Kilometer südwestlich gelegenen Planstadt gleichen Namens, dem heutigen Stadtzentrum. Weitere Dörfer entstanden in der frühen Meiji-Zeit in den 1870er Jahren. 1888 nahm eine Zuckerfabrik ihren Betrieb auf, die 15 Jahre später von Sapporo Beer zu einer Brauerei umgebaut wurde (heute als Museum genutzt).
1902 fusionierten die Dörfer Sapporo, Kariki, Naebo und Okadama zur Gemeinde Sapporo. Ab 1909 war Naebo Standort der für Hokkaidō zuständigen Hauptwerkstatt des Eisenbahnministeriums. 1944 baute die Kaiserlich Japanische Armee den Flughafen Okadama und nutzte ihn als Luftwaffenbasis; seit 1956 dient er auch dem zivilen Luftverkehr. Bei der Volkszählung von 1950 zählte die Gemeinde Sapporo 8.851 Einwohner, am 1. März 1955 wurde sie in die benachbarte Stadt Sapporo eingemeindet. Schließlich schuf die Regierung am 1. April 1972 den Stadtbezirk Higashi-ku.
Der Flughafen Okadama erwies sich nach wenigen Jahren als zu klein, weshalb der größte Teil des Linienverkehrs in den 1960er Jahren nach Chitose auswich. 1988 erhielt Higashi-ku Anschluss ans U-Bahn-Netz. Während der Bezirk bis dahin eher unscheinbar gewesen war, ziehen der Vergnügungspark Satoland und der Moerenuma-Park seit den 1990er Jahren zahlreiche Touristen an.

## Verkehr
Der Flughafen Okadama dient dem regionalen Verkehr und der allgemeinen Luftfahrt. Die Sasson-Autobahn durchquert den Bezirk von Osten nach Westen und führt nach Otaru. Beidseits des Sōsei-Kanals führt die Nationalstraße 231 in Richtung Rumoi bildet die westliche Bezirksgrenze. Im Südosten führt die Nationalstraße 275 nach Takikawa.
Die Tōhō-Linie der U-Bahn Sapporo erschließt den südwestlichen Teil des Bezirks mit den Bahnhöfen Kita-jūsanjō-higashi, Higashi-Kuyakusho-mae, Kanjō-dōri-higashi, Motomachi, Shindō-higashi und Sakaemachi. Die Hakodate-Hauptlinie mit dem Bahnhof Naebo bildet die südliche Bezirksgrenze. Hinzu kommen mehrere Buslinien privater Unternehmen.

## Sehenswürdigkeiten
- Biermuseum Sapporo
- Moerenuma-Park
- Sapporo Garden Park
- Sapporo Satoland

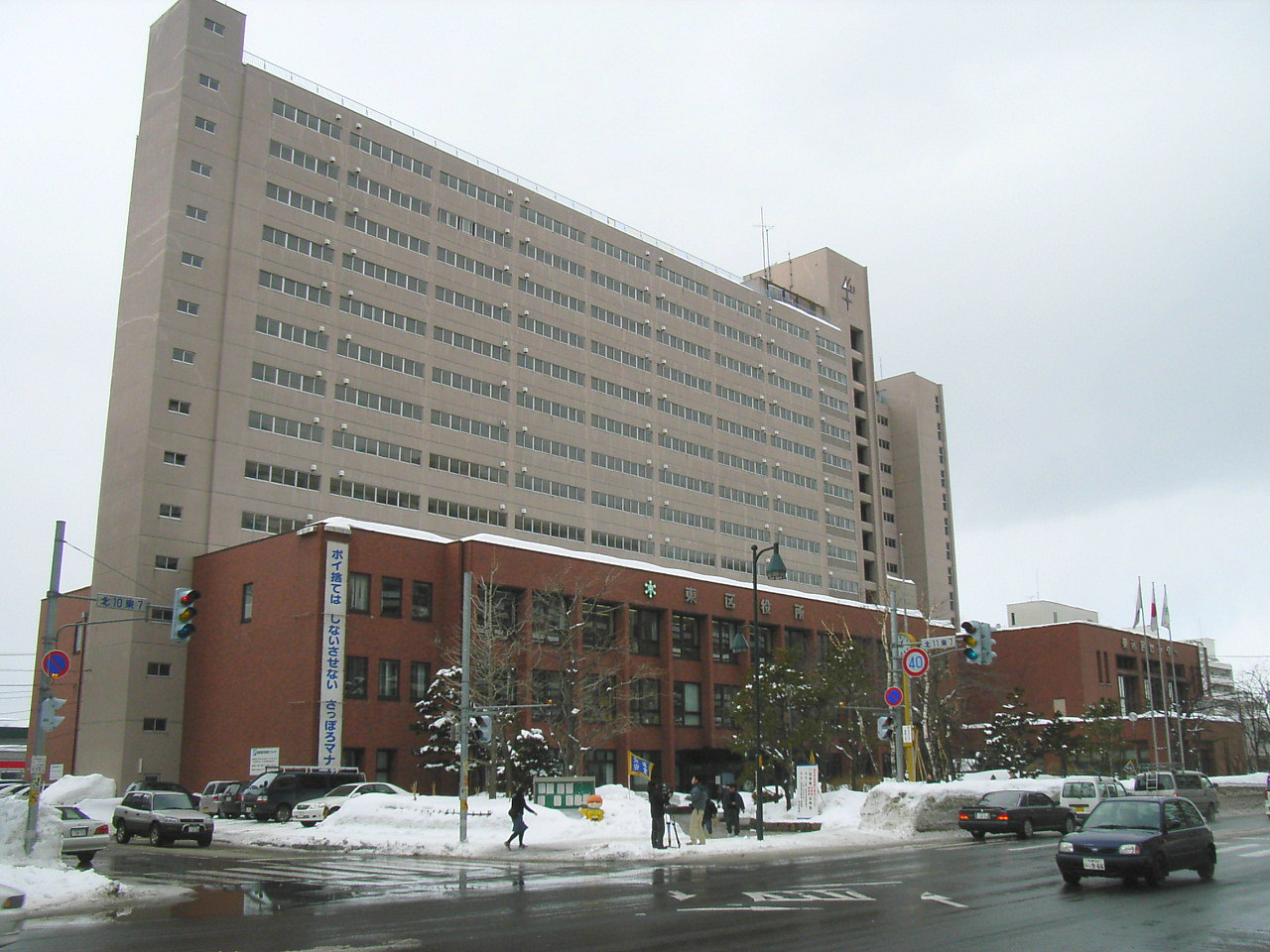
Rathaus von Higashi-ku
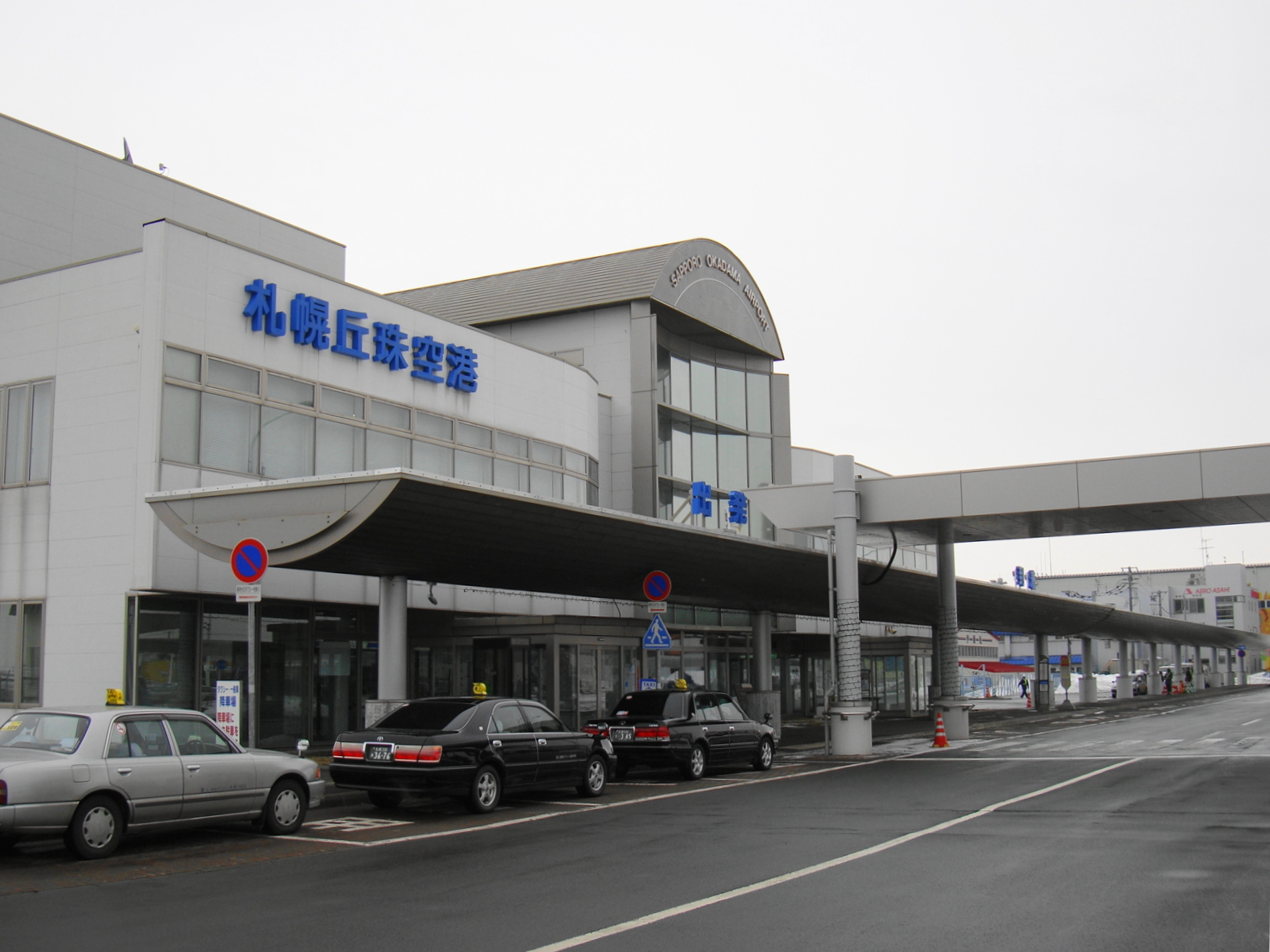
Flughafen Okadama
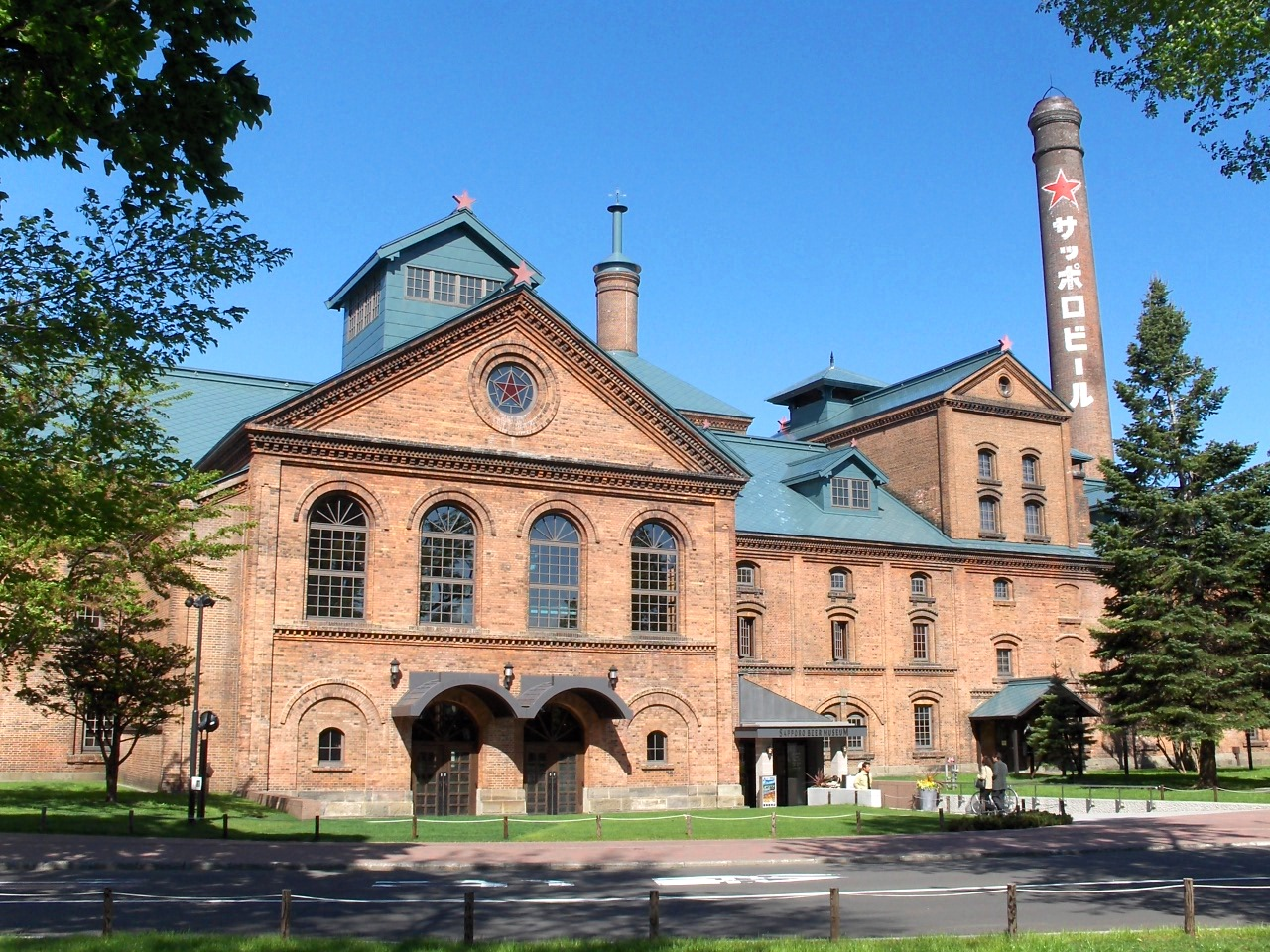
Biermuseum
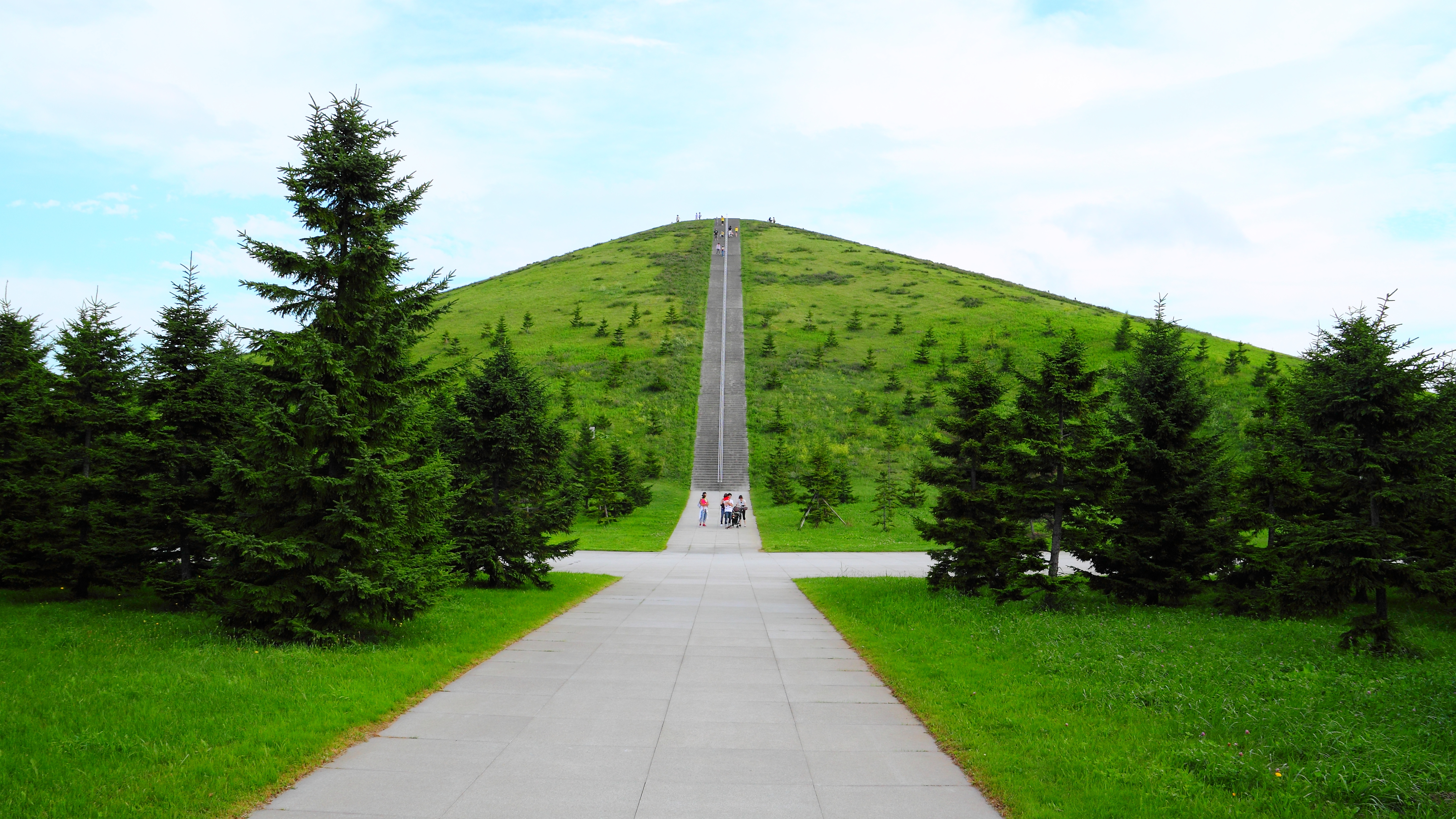
Moerenuma-Park

## Bildung
- Universität für Gesundheitswissenschaften Sapporo
- Sapporo-Ōtani-Universität
- Tenshi-Universität

## Staatliche Einrichtungen
Higashi-ku ist Standort der Justizvollzugsanstalt Sapporo. Die japanischen Selbstverteidigungsstreitkräfte nutzen den Flughafen Okadama als Basis für Aufklärungsflugzeuge und Hubschrauber.